# Wiszący ogród
Wiszący ogród (ang. The Hanging Garden, fr. Le jardin suspendu) – kanadyjsko-brytyjski melodramat w reżyserii Thoma Fitzgeralda z 1997 r.